# Istead Rise
Istead Rise är en ort i grevskapet Kent i sydöstra England. Orten ligger i distriktet Gravesham, cirka 4,5 kilometer söder om Gravesend. Tätorten (built-up area) hade 3 401 invånare vid folkräkningen år 2021.